# Michael Matt
Pour les articles homonymes, voir Matt.
Michael Matt, né le 13 mai 1993 à Zams, est un skieur alpin autrichien. Vainqueur de sa première manche de Coupe du monde en 2017, il remporte la médaille de bronze olympique du slalom en 2018, puis celle d'argent dans la même discipline aux Championnats du monde 2019.

## Biographie
Michael Matt, membre du SK Flirsch, commence sa carrière officielle en 2008 et entre en Coupe d'Europe en 2011, compétition dans laquelle il monte sur son premier podium en 2015 à Kranjska Gora en slalom. Entre 2012 et 2014, il prend part aux Championnats du monde junior, obtenant deux top dix en 2014, à Jasná, avec sa huitième place au combiné et sa neuvième place au slalom géant. Il aussi été double champion d'Autriche junior du slalom en 2012 et 2013.
Surnommé Michi, il est présent au slalom d'ouverture de Coupe du monde de la saison 2013-2014. Il marque ses premiers points en janvier 2015 au slalom de Wengen, où il est 16e. Il est sélectionné pour les Championnats du monde 2015, où il ne termine pas le slalom.
En février 2016, il est sixième du slalom de Naeba (son premier top 10). En novembre 2016, il monte sur son premier podium au slalom de Levi. Il remporte en mars 2017 le slalom de Kranjska Gora, 30 centièmes de seconde devant Stefano Gross. Pour finir sa saison, il prend la troisième place à Aspen et occupe alors la cinquième place du classement final de slalom en Coupe du monde.
Au mois de janvier 2021, il réalise la meilleure semaine de compétition de sa carrière, arrivant tout à tour deuxième du parallèle (City Event) à Oslo, puis deuxième des slaloms à Zagreb et Adelboden, lors desquels, il est battu seulement de peu par son compatriote Marcel Hirscher.
Lors des Jeux olympiques de Pyeongchang, il termine troisième de l'épreuve du Slalom derrière le Suédois André Myhrer et le Suisse Ramon Zenhäusern. Il est remonté depuis le douzième rang après la première manche. Il gagne aussi la médaille d'argent à l'épreuve par équipes lors de ces jeux.
Aux Championnats du monde 2019, à Åre il devient vice-champion du slalom derrière Marcel Hirscher et devant Marco Schwarz, pour un podium entièrement autrichien. Il est aussi médaillé d'argent par équipes. Cet hiver, il compte un seul podium en Coupe du monde avec une troisième place au slalom de Madonna di Campiglio.
Depuis, il recule dans la hiérarchie mondiale du slalom, se classant neuvième lors des Championnats du monde 2021 et enregistrant un abandon aux Jeux olympiques d'hiver de 2022.

## Famille
Son frère Mario est aussi skieur alpin, champion olympique et du monde et son frère Andreas est un skieur acrobatique champion du monde. 

## Palmarès

### Jeux olympiques
| Épreuve / Édition | Pyeongchang 2018 | Pékin 2022 |
| Slalom            | Bronze           | Abandon    |
| Team event        | Argent           | Or         |

### Championnats du monde
| Épreuve / Édition | Beaver Creek 2015 | Saint-Moritz 2017 | Åre 2019 | Cortina d'Ampezzo 2021 |
| Slalom            | Abandon           | 8e                | Argent   | 9e                     |
| Par équipes       | -                 | -                 | Argent   | -                      |

### Coupe du monde
- Meilleur classement général : 18e en 2017.
- 8 podiums, dont 1 victoire.

#### Détail de la victoire
| Saison / Épreuve | Slalom        | Total |
| 2017             | Kranjska Gora | 1     |
| Total            | 1             | 1     |

#### Classements par saison
| Saison / Classement | Saison / Classement | Général | Général | Descente | Descente | Slalom | Slalom | Slalom géant | Slalom géant | Super G | Super G | Combiné | Combiné | Parallèle                        | Parallèle |
| ------------------- | ------------------- | ------- | ------- | -------- | -------- | ------ | ------ | ------------ | ------------ | ------- | ------- | ------- | ------- | -------------------------------- | --------- |
| Saison / Classement | Saison / Classement | Class.  | Points  | Class.   | Points   | Class. | Points | Class.       | Points       | Class.  | Points  | Class.  | Points  | Class.                           | Points    |
| 2015                | 2015                | 124e    | 15      | -        | -        | 42e    | 15     | -            | -            | -       | -       | -       | -       | Épreuve inexistante à cette date | -         |
| 2016                | 2016                | 84e     | 81      | -        | -        | 27e    | 81     | -            | -            | -       | -       | -       | -       | Épreuve inexistante à cette date | -         |
| 2017                | 2017                | 18e     | 382     | -        | -        | 5e     | 382    | -            | -            | -       | -       | -       | -       | Épreuve inexistante à cette date | -         |
| 2018                | 2018                | 19e     | 394     | -        | -        | 4e     | 388    | 54e          | 6            | -       | -       | -       | -       | Épreuve inexistante à cette date | -         |
| 2019                | 2019                | 31e     | 288     | -        | -        | 11e    | 288    | -            | -            | -       | -       | -       | -       | Épreuve inexistante à cette date | -         |
| 2020                | 2020                | 38e     | 192     | -        | -        | 9e     | 182    | -            | -            | -       | -       | -       | -       | 34e                              | 10        |
| 2021                | 2021                | 35e     | 229     | -        | -        | 11e    | 228    | -            | -            | -       | -       | -       | -       | 30e                              | 1         |

### Coupe d'Europe
- 2 podiums.

### Championnats d'Autriche
- Gagnant du slalom en 2018.